# New Effington
New Effington es un pueblo ubicado en el condado de Roberts en el estado estadounidense de Dakota del Sur. En el censo de 2010 tenía una población de 256 habitantes y una densidad poblacional de 360,74 personas por km².

## Geografía
New Effington se encuentra ubicado en las coordenadas 45°51′27″N 96°54′54″O / 45.85750, -96.91500. Según la Oficina del Censo de los Estados Unidos, New Effington tiene una superficie total de 0.71 km², de la cual 0.68 km² corresponden a tierra firme y (3.65%) 0.03 km² es agua.

## Demografía
Según el censo de 2010, había 256 personas residiendo en New Effington. La densidad de población era de 360,74 hab./km². De los 256 habitantes, New Effington estaba compuesto por el 57.81% blancos, el 0.39% eran afroamericanos, el 36.33% eran amerindios, el 0% eran asiáticos, el 0% eran isleños del Pacífico, el 0.78% eran de otras razas y el 4.69% pertenecían a dos o más razas. Del total de la población el 0.78% eran hispanos o latinos de cualquier raza.